# Svätoplukovo
Svätoplukovo és un poble i municipi d'Eslovàquia que es troba a la regió de Nitra, al sud-oest del país. El 2021 tenia 1.368 habitants.

## Història
La primera menció escrita de la vila es remunta al 1386.

## Demografia
| Godina             | 1994 | 2004   | 2014   | 2024    |
| ------------------ | ---- | ------ | ------ | ------- |
| Nombre de persones | 1275 | 1308   | 1331   | 1469    |
| Diferència         |      | +2,58% | +1,75% | +10,36% |

| Godina             | 2023 | 2024   |
| ------------------ | ---- | ------ |
| Nombre de persones | 1473 | 1469   |
| Diferència         |      | −0,27% |